# Neochactas kjellesvigi
Espèce
Synonymes
- Broteochactas kjellesvigi González-Sponga, 1974

Neochactas kjellesvigi est une espèce de scorpions de la famille des Chactidae.

## Distribution
Cette espèce est endémique de l'État d'Amazonas au Venezuela. Elle se rencontre vers Autana.

## Systématique et taxinomie
Cette espèce a été décrite sous le protonyme Broteochactas kjellesvigi par González-Sponga en 1974. Elle est placée dans le genre Neochactas par Soleglad et Fet en 2003.

## Étymologie
Cette espèce est nommée en l'honneur d'Erik Norman Kjellesvig-Waering.

## Publication originale
- González Sponga, 1974 : Broteochactas kjellesvigi (Scorpionida, Chactidae). Nueva especie en la Amazonia de Venezuela. Acta Biológica Venezuelica, vol. 8, no 3/4, p. 299-313.